# Вулиця Йова Кондзелевича (Луцьк)
Вулиця Йо́ва Кондзеле́вича — вулиця у Луцьку. Протяжність близько 300 метрів.

## Походження назви
Названа на честь православного іконописця Йова Кондзелевича, котрий проживав у Луцьку з молодості до смерті.

## Будівлі
- Буд. № 5
  - Музей історії Хрестовоздвиженського братства [1][2]
  - Громадська організація «Оберіг мистецтва» [3]

## Галерея

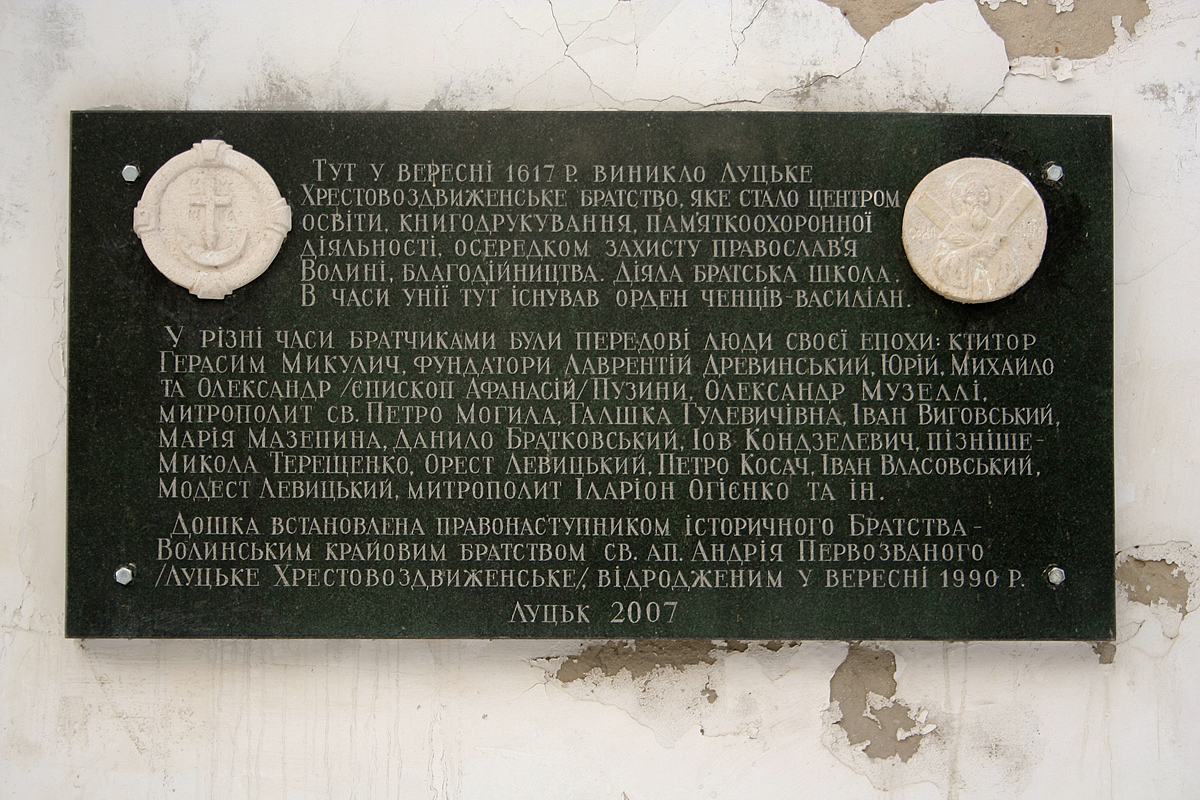
Меморіальна дошка Луцькому братству на буд. № 5